# Собор Святого Игоря Черниговского в Переделкине
Собор свято́го благове́рного кня́зя И́горя Черни́говского в Переделкине — православный храм в районе Ново-Переделкино в Москве. Входит в состав Михайловского благочиния Московской епархии Русской православной церкви. Освящён во имя святого благоверного великого князя Игоря Черниговского. Автор проекта — архитектор Александр Шипков.

## Основные даты и краткая информация
Идея строительства большой церкви рядом с патриаршей резиденцией принадлежала патриарху Московскому и всея Руси Алексию II. В 2005 году он утвердил проект и одобрил решение освятить храм в честь святого благоверного великого князя Игоря Черниговского и Киевского. Патриарх Алексий указал место и благословил начало строительства храма, которое в том же году начала «Балтийская строительная компания».
20 января 2010 года патриарх Кирилл совершил чин освящения закладного камня в основание храма святого благоверного князя Игоря Черниговского. 4 марта 2011 года патриарх Кирилл освятил кресты и колокола строящегося храма.
17 июня 2012 года патриарх Кирилл совершил чин великого освящения соборного храма и отслужил первую Божественную литургию в новоосвящённом храме.
Церковь венчают купола оригинальной конструкции, изготовленные из фарфора. Главный купол, шириной около 10 м, состоит из 18 000 фарфоровых плиток, покрытых кобальтовой глазурью. Он разделён на 24 сегмента, отделённые друг от друга золочёными перемычками. Остальные купола тоже выполнены из глазурованных фарфоровых пластин. Весь золочёный декор также изготовлен из фарфора и покрыт 12-процентным керамическим золотом, обожжённым при температуре 850 °C.
Церковь рассчитана на 1200 человек. Подобно кафедральному соборному храму Христа Спасителя, церковь имеет цокольную и стилобатную части. Построена в русском стиле, сочетая в себе элементы различных школ русского зодчества.
Храм находится недалеко от летней резиденции патриарха Московского и всея Руси в Ново-Переделкине, относится к подворью Троице-Сергиевой лавры.

## Памятник князю Игорю Черниговскому и святителю Филиппу

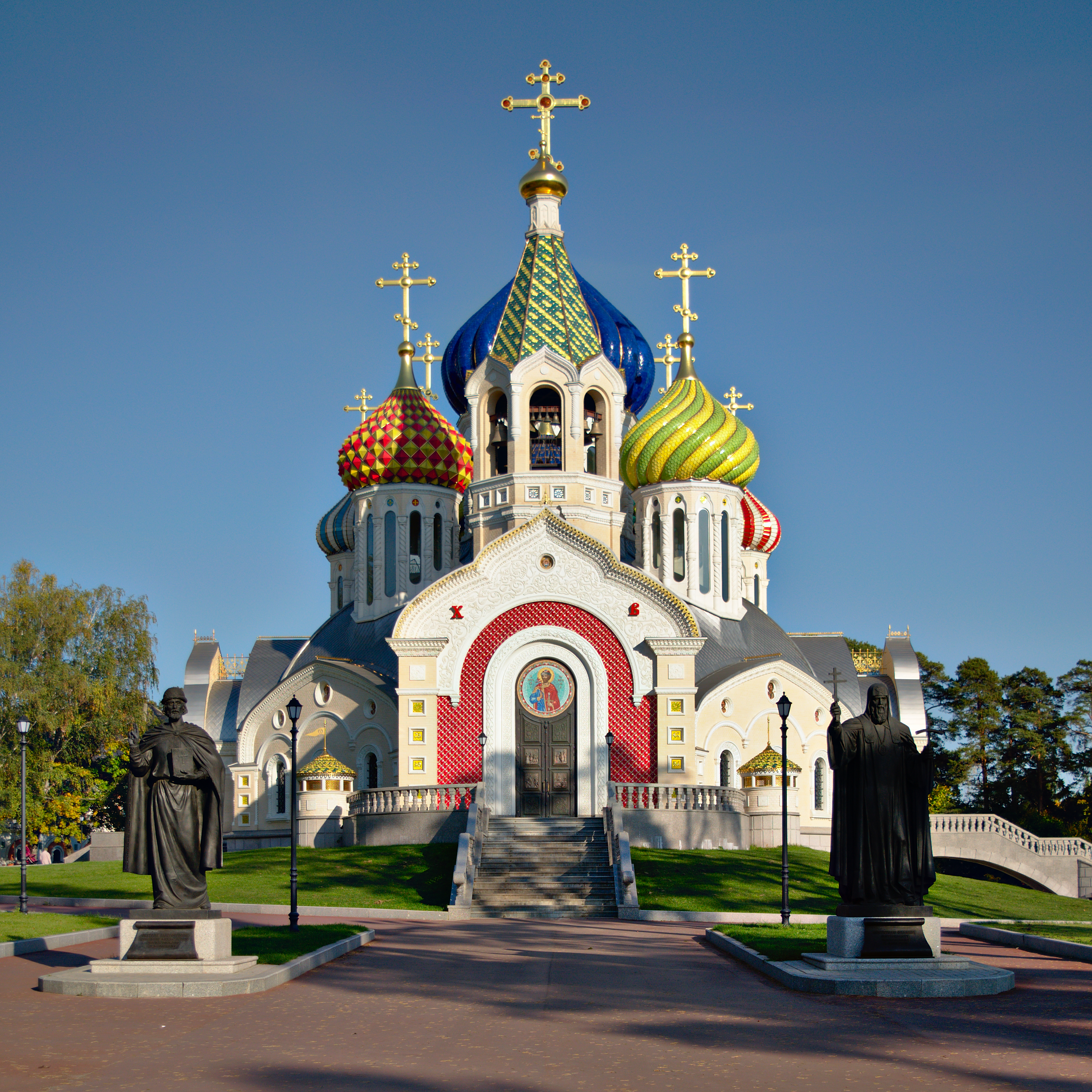
Памятник князю Игорю Черниговскому и святителю Филиппу у собора

На площади перед храмом установлены памятники святому благоверному великому князю Игорю Ольговичу Черниговскому и Киевскому и святителю Филиппу, митрополиту Московскому и всея Руси. Наличие в скульптурной композиции фигуры митрополита Филиппа объясняется тем, что в Средние века земли, на которых был построен храм, были вотчиной боярского рода Колычёвых, к которому и принадлежал святитель. Кроме того, оба святых пали жертвой политической борьбы: князь Игорь в XII веке между Мономашичами и Ольговичами, а митрополит Филипп в XVI веке от рук опричников царя Ивана IV Грозного.
Композиция выполнена скульптором Карэном Саркисовым в 2013 году.
17 июня 2013 года состоялось освящение памятника патриархом Московским и всея Руси Кириллом.

## Престольные праздники
- 18 июня (5 июня по старому стилю) — перенесение мощей святого благоверного великого князя Игоря Черниговского и Киевского (1150 г.). Игоревской иконы Божией Матери (1147 г.)
- 2 октября (19 сентября) — святого благоверного великого князя Игоря Черниговского и Киевского (1147 г.)

## Иконы
- Икона святого благоверного великого князя Игоря Черниговского и Киевского
- Иверская икона Божией Матери